# Lantbruksvetenskap

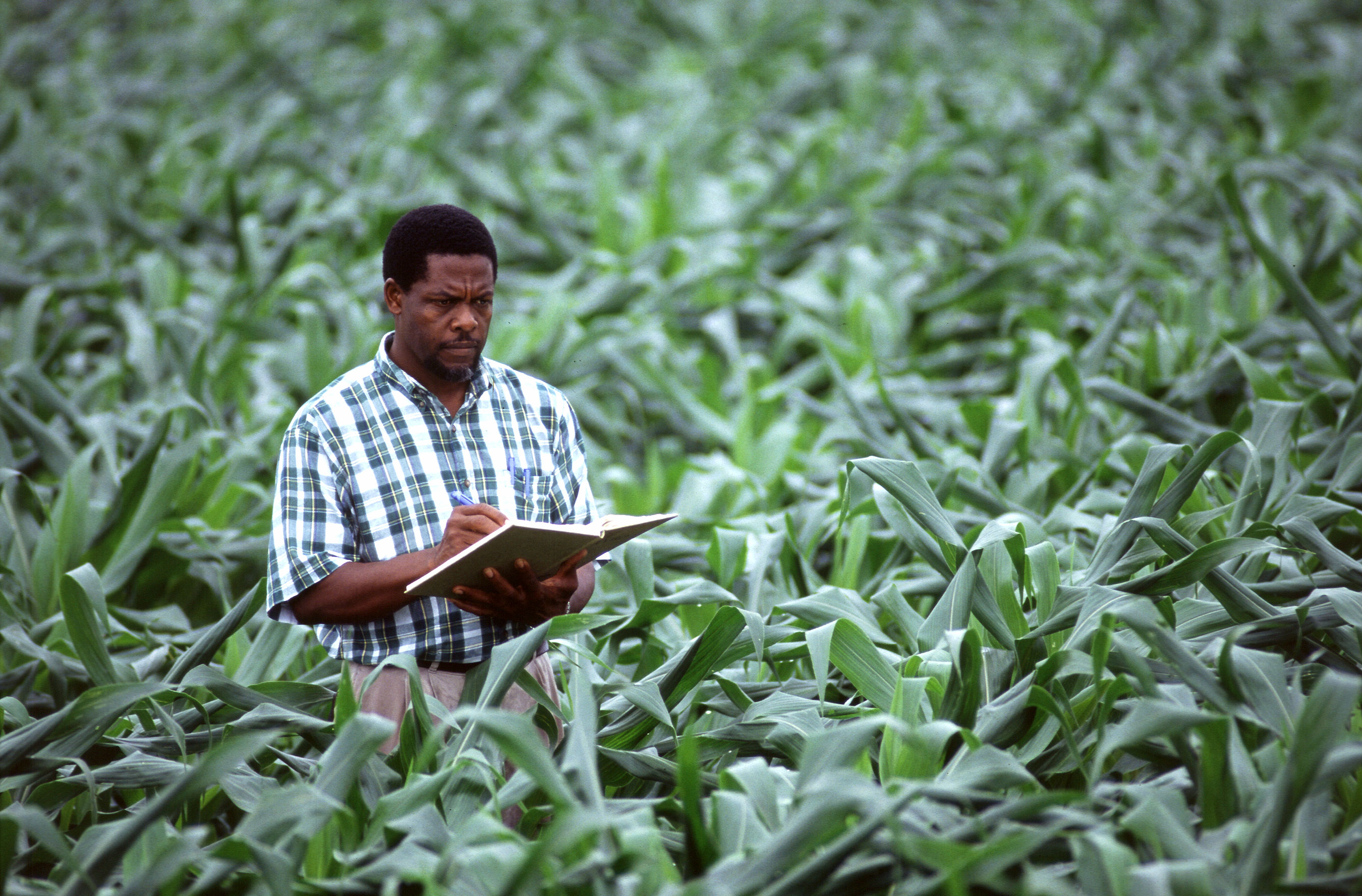
En agronom i arbete.

Lantbruksvetenskap eller agronomi, är det vetenskapliga studiet av lantbrukets förutsättningar och förhållanden. 

## Finland
I Finland bedrivs utbildning inom lantbruksvetenskap vid agrikultur-forstvetenskapliga fakulteten vid Helsingfors universitet. Examensbenämningarna är de samma inom lantbruksvetenskap och skogsvetenskap och är agronomie- och forstkandidat (AFK), agronomie- och forstmagister (AFM), agronomie- och forstlicentiat (AFL) respektive agronomie- och forstdoktor (AFD).

## Sverige
Utbildning i lantbruksvetenskap bedrivs i Sverige vid Sveriges lantbruksuniversitet. På grundutbildningsnivå utbildas agronomer och inom forskarutbildning finns agronomie licentiat och agronomie doktor some högre akademiska examina.